# Walter Brandmüller

Walter kardinál Brandmüller (* 5. ledna 1929 Ansbach) je německý římskokatolický kněz, církevní historik, bývalý předseda Papežského výboru historických věd, kardinál.

## Kněz a vědec
Kněžské svěcení přijal 26. července 1953, byl poté inkardinovaný do arcidiecéze Bamberg, jejímž knězem zůstal oficiálně celý život, věnoval se však především vědecké činnosti.
V roce 1963 získal doktorát na mnichovské univerzitě (tématem práce byla činnost katolické církve v Bavorsku). V roce 1967 se na stejné vysoké škole habilitoval. Působil na univerzitách v německých městech Dillingen a Augsburg. V posledně jmenovaném městě působil až do roku 1997, kdy odešel na odpočinek.
Od roku 1981 je členem Papežského výboru historických věd. V roce 1998 byl jmenován předsedou tohoto výboru, který se věnuje koordinace prací věnovaných dějinám církve.  Práci v komisi ukončil vzhledem ke svému věku v roce 2009.

## Kardinál
20. října 2010 oznámil papež Benedikt XVI. jména 24 nových kardinálů, mezi kterými byl také Walter Brandmüller. Jeho oficiální jmenování proběhlo na konzistoři 24. listopadu téhož roku. Několik dnů předtím, 13. listopadu, byl vysvěcen jako titulární arcibiskup, což je neformálním zvykem při kardinálských jmenováních dosavadních kněží. Vzhledem ke svému věku se nemůže účastnit konkláve, jeho jmenování tak představovalo především čestné ocenění.